# Rhinoclemmys annulata
Rhinoclemmys annulata là một loài rùa trong họ Emydidae. Loài này được Gray mô tả khoa học đầu tiên năm 1860.

## Hình ảnh

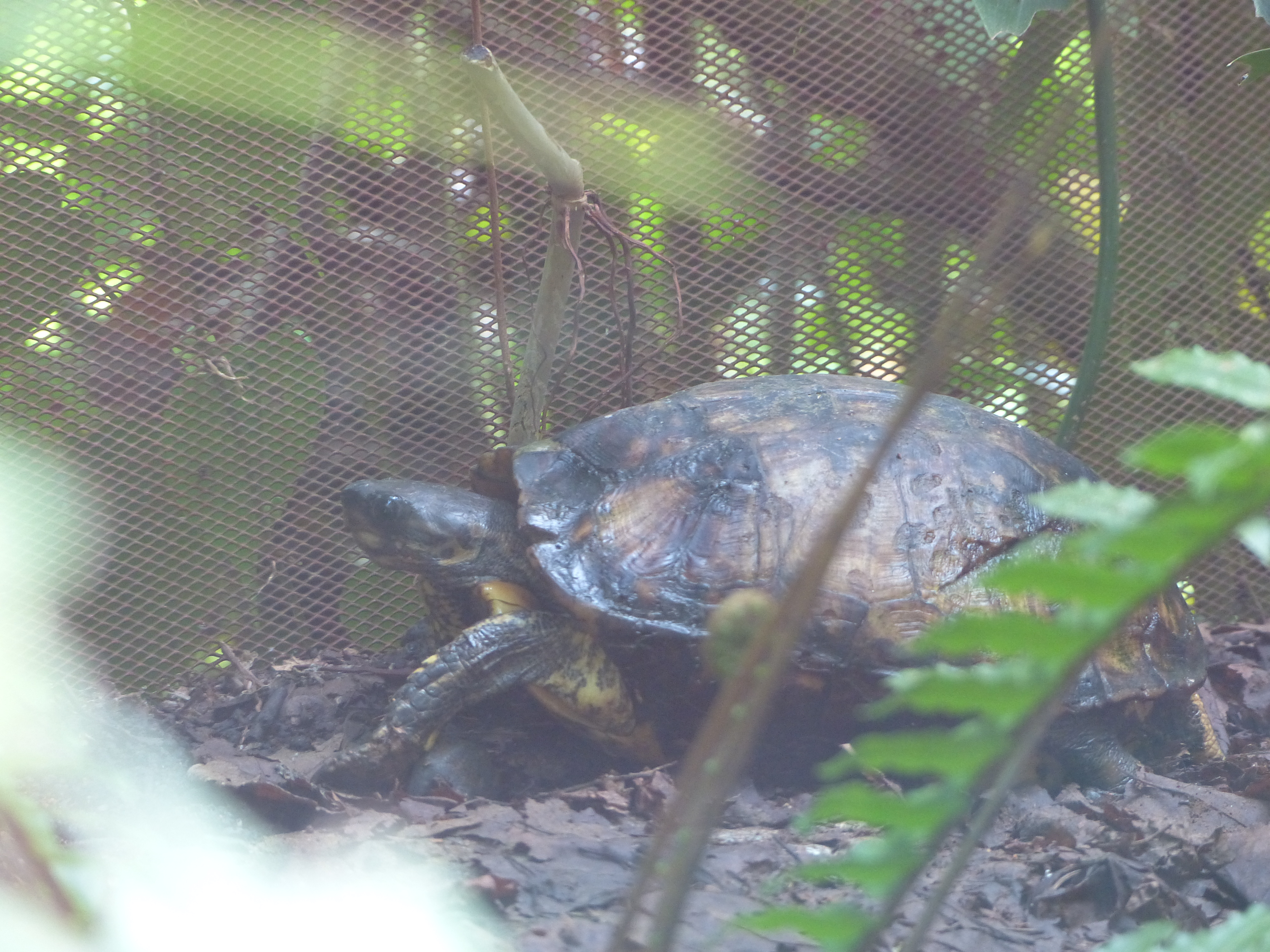